# Denis Croteau
Denis Croteau OMI (* 23. Oktober 1932 in Thetford Mines) ist ein kanadischer Geistlicher der Katholischen Kirche und Altbischof von Mackenzie-Fort Smith.

## Leben
Denis Croteau trat der Ordensgemeinschaft der Oblaten der Unbefleckten Jungfrau Maria bei, legte am 8. September 1956 die Profess ab und empfing am 31. August 1958 die Priesterweihe.
Papst Johannes Paul II. ernannte ihn am 24. Januar 1986 zum Bischof von Mackenzie-Fort Smith. Die Bischofsweihe spendete ihm der emeritierte Bischof von Mackenzie-Fort Smith, Paul Piché OMI, am 8. Juni desselben Jahres; Mitkonsekratoren waren Omer Alfred Robidoux OMI, Bischof von Churchill-Baie d’Hudson, und Henri Légaré OMI, Erzbischof von Grouard-McLennan.
Am 14. Mai 2003 wurde er zum Apostolischen Administrator von Whitehorse ernannt, am 5. Januar 2006 trat er von diesem Amt zurück. Am 10. Mai 2008 nahm Papst Benedikt XVI. sein altersbedingtes Rücktrittsgesuch an.